# 多诺里
多诺里（義大利語：Donori），是意大利撒丁大区南撒丁省的一个市镇。总面积35.17平方公里，人口2108人，人口密度59.9人/平方公里（2009年）。ISTAT代码为092020。